# منصور تنهایی
منصور تنهایی (زاده ۱۱ فروردین ۱۳۶۵) یک بازیکن فوتبال اهل ایران است.